# Edsbjörke

Edsbjörke är en by i Sunne kommun, belägen nära sjön Björken, strax norr om småorten Ingmår. Området har en hållplats längs med Fryksdalsbanan.